# Fdformat
Fdformat es el nombre de dos programas informáticos no relacionados entre sí:
- Una herramienta de línea de comandos (command-line) para el sistema operativo GNU/Linux que permite realizar un formato de bajo nivel a un disquete.

- Un pequeño programa, también en modo texto, para el SO MS-DOS (o su variante IBM PC DOS) escrito en el lenguaje Pascal por el programador Christoph H. Hochstätter que les permitía a los usuarios formatear disquetes y a su vez agregar algunos cientos de kilobytes adicionales por sobre las capacidades oficiales estandarizadas por los fabricantes (las cuales eran de 1,2 megabytes para los discos flexibles de alta densidad o high density de 5,25 pulgadas y de 1,44 MB para los HD de 3,5”).

Esto posibilitaba, sobre todo a mediados de la década del ‘90 (cuando recién estaba comenzando la transición del sistema operativo MS-DOS al entonces reciente Windows 95), que los entonces usuarios del SO DOS pudiesen disponer de una por entonces relativamente importante capacidad adicional de unos 300 kB adicionales por disquete de alta densidad.
También incrementa la velocidad de entrada/salida o E/S (input/output, I/O) de estos disquetes especialmente formateados, al usar una técnica denominada “deslizamiento de sector” (sector sliding). Mediante la utilización de la misma, los sectores físicos del disco son ordenados de tal forma que cuando la disquetera avanza hacia la pista siguiente el próximo sector lógico a ser leído está inmediatamente disponible para el cabezal de lectura.